# Iman Issa

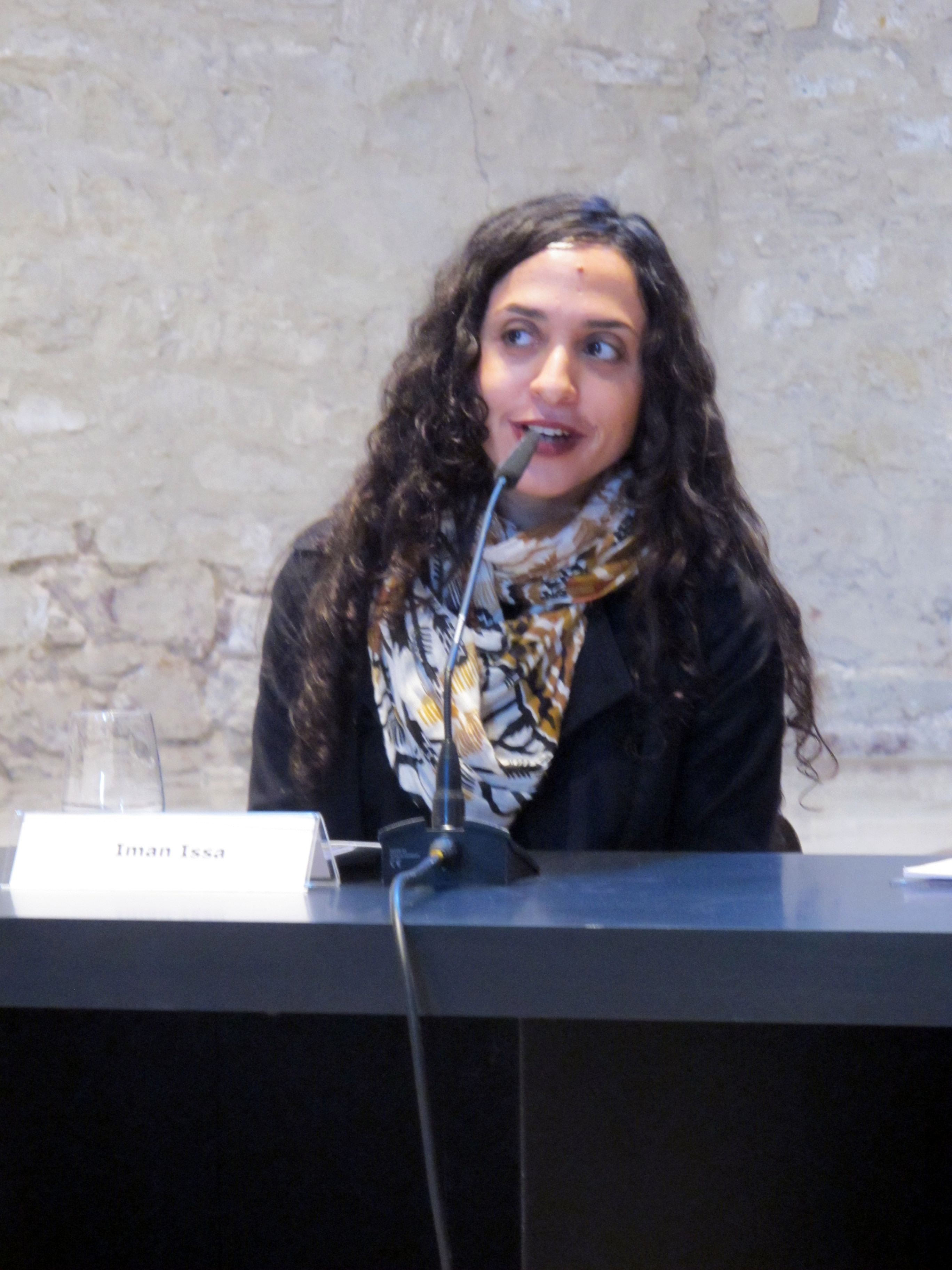
Foto en MACBA, 2012

Iman Issa (en árabe: إيمان عيسى, el Cairo, 1979) es una artista egipcia pluridisciplinaria ganadora de la primera edición del Premio Fundación Han Nefkens MACBA.

## Biografía
Se graduó en la Universidad Americana en El Cairo en 2001 y se mudó a Nueva York en 2005, donde cursó un máster en la Universidad de Columbia.
Recientemente ha participado en las exposiciones The Ungovernables (New Museum, NYC, 2012), Seeing is Believing (KW, Berlín, 2011), Material, Rodeo (Estambul, 2011), Short Stories (Sculpture Center, Nueva York, 2011) y Propaganda by Monuments (Contemporary Image Collective, El Cairo, 2011).